# 新竹市國際展演中心
新竹市國際展演中心是一座位於新竹市東區興建中的表演藝術場地。展演中心是一座地上3層、地下2層的建築，除了可容納870個席位的表演廳外，還包含了一座878席機車停車格、368席小客車的地下停車場。未來展演中心的演出將以舞蹈及戲劇表演為主，好和以音樂演奏為主的新竹市文化局演藝廳做區隔。

## 沿革
- 2020年9月28日舉行開工典禮，預計於2022年底完工啟用[1]。

## 周邊設施
- 新竹水道取水口展示館
- 新竹市兒童探索館
- 愛買新竹店